# 우스레트

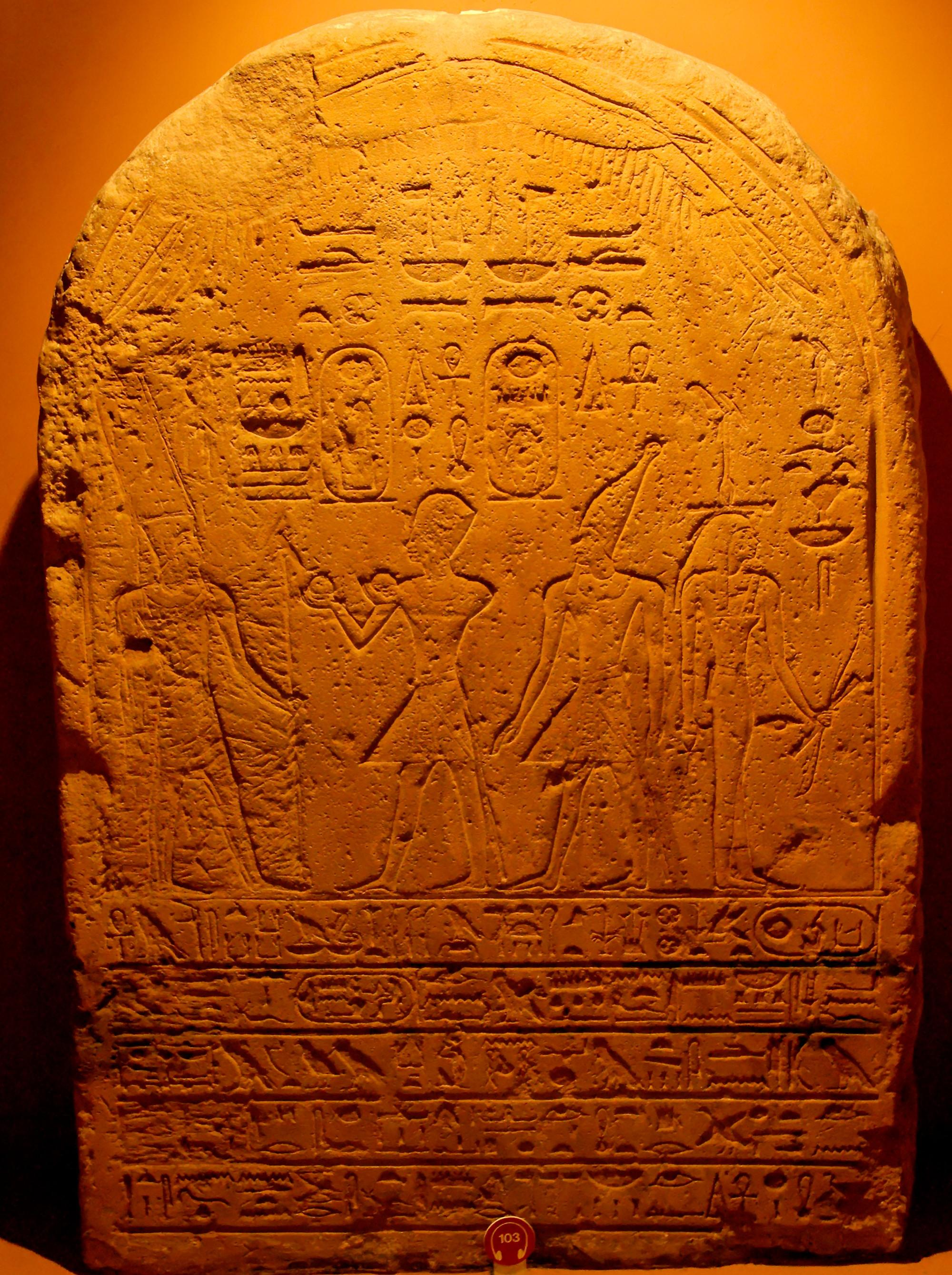
드물게 발견되는 우스레트 (맨 오른쪽)의 그림으로, 푸른 케프레시 왕관을 쓴 하트솁수트 (중앙 왼쪽)가 아문 신에게 기름을 주고 있으며, 우스레트의 조카 투트모스 3세가 그녀의 뒤에서 헤드제트 흰 왕관을 쓰고 있다. 바티칸 박물관.

우스레트(Wosret)는 테베에서 숭배를 받은 이집트 여신으로, "강력한"이라는 뜻을 가졌다. 우스레트는 처음에는 지엽적인 수호신이었으나, 안정된 제12왕조부터 숭배 의식이 널리 퍼지게 되었다. 이 시대에서 세 파라오가 그녀의 아들로서 명명되었는데, 세누스레트는 "우스레트의 남자 (아들)"라는 뜻이다.
우스레트는 매우 드물게 묘사되었으며, 그녀를 위해 봉헌된 신전도 없었다. 오른쪽 사진의 비석 위에 묘사된 우스레트는 가장 오른쪽에 새겨져 있다. 우스레트는 머리에 워스 홀과 함께 커다란 왕관을 쓰고 있는 모습으로 묘사되는데, 이것은 그녀의 이름과 관련이 있다. 또한 활과 화살, 창과 같은 무기를 가지고 있기도 하다. 머리 위의 홀은 힘과 지배의 상징이며, 기원전 8,000년 경에 이집트에서 가축 떼를 사육하는 문화가 시작된 것에서 비롯된 것으로 본다. 이 지팡이는 그녀의 아들인 황소의 음경골로도 묘사된다.
오른쪽은 와스의 신성 문자이다. 우스레트는 이후 무트로 대체되고 하토르의 양상을 띄게 되었다. 그녀는 또한 이시스의 아들 호루스가 어렸을 때의 보호자이기도 하다. 일부 철학자들은 우스레트를 나중에 무트로 대체되는 아문의 초기 형태로 본다. 아문은 비석 사진의 왼쪽에 묘사되어 있다.

## 참고 문헌
Michael Jordan, Encyclopedia of Gods, Kyle Cathie Limited, 2002

## 같이 보기
- 아무네트